# ألويس إيسترمان
كان ألويس إيسترمان (29 أكتوبر 1954- 4 مايو 1998) ضابطًا كبيرًا في الحرس السويسري البابوي؛ وقُتل في شقته في مدينة الفاتيكان.

## نشأته
ولد إسترمان في غونزويل، في كانتون لوتسيرن؛ ونشأ ضمن أفراد عائلة زراعية تعيش بالقرب من بيرومونستر. وحصل على شهادة في التجارة من كلية إدارة الأعمال في لوسرن في عام 1975.

## مسيرته المهنية
التحق إيسترمان بمدرسة تدريب الضباط للجيش السويسري في ثون بين عامي 1975 و1976؛ وترقى لاحقًا إلى رتبة ملازم أول كضابط احتياطي سويسري. وخدم إيسترمان لفترة وجيزة في الحرس السويسري البابوي في الفاتيكان في عام 1977. ثم عاش في الأرجنتين لمدة عامين. انضم مرة أخرى إلى الحرس السويسري كضابط في يوليو 1980، وترقى بعد ذلك إلى رتبة رائد في عام 1983، ثم إلى رتبة مقدم في عام 1987. وعُين قائدًا للحرس السويسري في عام 1988.

## وفاته
قُتِل إيسترمان وزوجته الفنزويلية غلاديس ميزا روميرو في 4 مايو 1998 على يد نائب العريف الشاب في الحرس السويسري سيدريك تورناي، الذي انتحر بعد ذلك، وفقًا للبيانات الرسمية للفاتيكان. عُين إيسترمان، القائم بأعمال القائد السابق للحرس السويسري، في منصبه في ذلك اليوم، في حين تلقى تورناي توبيخًا في وقت سابق لخرقه الانضباط ولم يؤخذ بالاعتبار للحصول على ميدالية تُمنح بشكل روتيني للحراس بعد ثلاث سنوات من الخدمة. تشير ملاحظة كتبها تورناي قبل وقت قصير من الجريمة إلى أنه اعتبر إيسترمان على أنه ضابط قاسي مع تحيز شخصي ضد نائب العريف.
احتفل البابا يوحنا بولس الثاني شخصيًا بالقداس الجنائزي لإيسترمان في كنيسة القديسين مارتن وسيباستيان.

## نظريات المؤامرة
أدت جريمة القتل إلى ظهور العديد من نظريات المؤامرة على مدى السنوات التالية.
ظهرت أول نظرية مؤامرة مع قصة الدم القابع في الفاتيكان في عام 1999، والتي كتبها «مجموعة من كنسية الفاتيكان وبضع ممن لم يعد بإمكانهم الاستمرار بصمتهم وتعزيز الإفادة الرسمية للفاتيكان الرسمية». تشير هذه الوثيقة إلى أن إسترمان قُتل في سياق صراع مفترض بين جماعة أوبوس داي والأحزاب الماسونية داخل التسلسل الهرمي للفاتيكان، وكلاهما يحاول ضم الحرس السويسري إلى صفه.